# Iszán
Iszán Thaiföld északkeleti régiója.

## Provinciái

### Vientiane-laoszi (ภาษาลาวเวียงจันทน์)
- Nongbuálámphu (หนองบัวลำภู)
- Csájjáphum (ชัยภูมิ)
- Nongkháj (หนองคาย)
- Jászothon (ยโสธร)
- Khongén (ขอนแก่น)
- Udonthání (อุดรธานี).

### Észak-laoszi (ภาษาลาวเหนือ)
- Löj (เลย)
- Khongén (ขอนแก่น)
- Udonthání (อุดรธานี)
- Északkelet-laoszi/Tai Phuan (ภาษาลาวตะวันออกเฉียงเหนือ/ภาษาไทพวน)
- Szágonnakhon (สกลนคร)
- Udonthání (อุดรธานี)

### Központi-laoszi  (ภาษาลาวกลาง)
- Mugdáhán (มุกดาหาร)
- Szágonnakhon (สกลนคร)
- Nongkháj (หนองคาย)

### Dél-laoszi (ภาษาลาวใต้)
- Ubonrátcsáthání (อุบลราชธานี)
- Ámnátdzsárin (อำนาจเจริญ)
- Jászothon (ยโสธร)
- Burírám (บุรีรัมย์)
- Szíszagét (ศรีสะเกษ)
- Szurin (สุรินทร์)
- Nákhonrátcsászíma (นครราชสีมา)
- Nyugat Laosz-i (ภาษาลาวตะวันตก)
- Gálászin (กาฬสินธุ์)
- Máhászárákháám (มหาสารคาม)
- Rojet (ร้อยเอ็ด)

## Nyelvek Iszán tartományaiban
Aheu, Kelet Bru, Nyugat Bru, Észak Khmér, Kuy, Nyáhkur, Nyáw, Nyö, Phu Thái, Phuán, Száek, Szo, Tái Dam, Yoy